# ゴダイの虐殺
ゴダイの虐殺（ゴダイのぎゃくさつ、英語: Go Dai massacre, ベトナム語: Thảm sát Gò Dài）とは、ベトナム戦争時の1966年2月26日にベトナムビンディン省で韓国軍が住民380人を虐殺した事件。地名の発音は、むしろ「ゴザイ」に近い。

## 概要
1966年2月26日、南ベトナムビンディン省タイソン県タイヴィン村アンヴィン集落のゴザイを訪れた韓国陸軍首都機械化歩兵師団（猛虎部隊）は住民380人を集めると一時間のうちに一人残らず虐殺した。首都師団はゴダイの虐殺と並行してビンアン村の近隣にあるタイヴィン村で1,200人を虐殺するタイヴィン虐殺を行った。